# Indigofera petiolata
Indigofera petiolata är en ärtväxtart som beskrevs av Arthur John Cronquist. Indigofera petiolata ingår i släktet indigosläktet, och familjen ärtväxter. Inga underarter finns listade i Catalogue of Life.